# Tercé
Tercé település Franciaországban, Vienne megyében. Lakosainak száma 1134 fő (2022. január 1.). Tercé Fleuré, Pouillé, Saint-Julien-l’Ars, Valdivienne és Savigny-Lévescault községekkel határos.

## Népesség
A település népessége az elmúlt években az alábbi módon változott:
| Lakosok száma | 1115 | 1115 | 1132 | 1116 | 1117 | 1118 | 1124 | 1134 | 1134 |
|               | 2013 | 2015 | 2016 | 2017 | 2018 | 2019 | 2020 | 2021 | 2022 |